# Olympische Sommerspiele 1992/Leichtathletik – Marathon (Frauen)

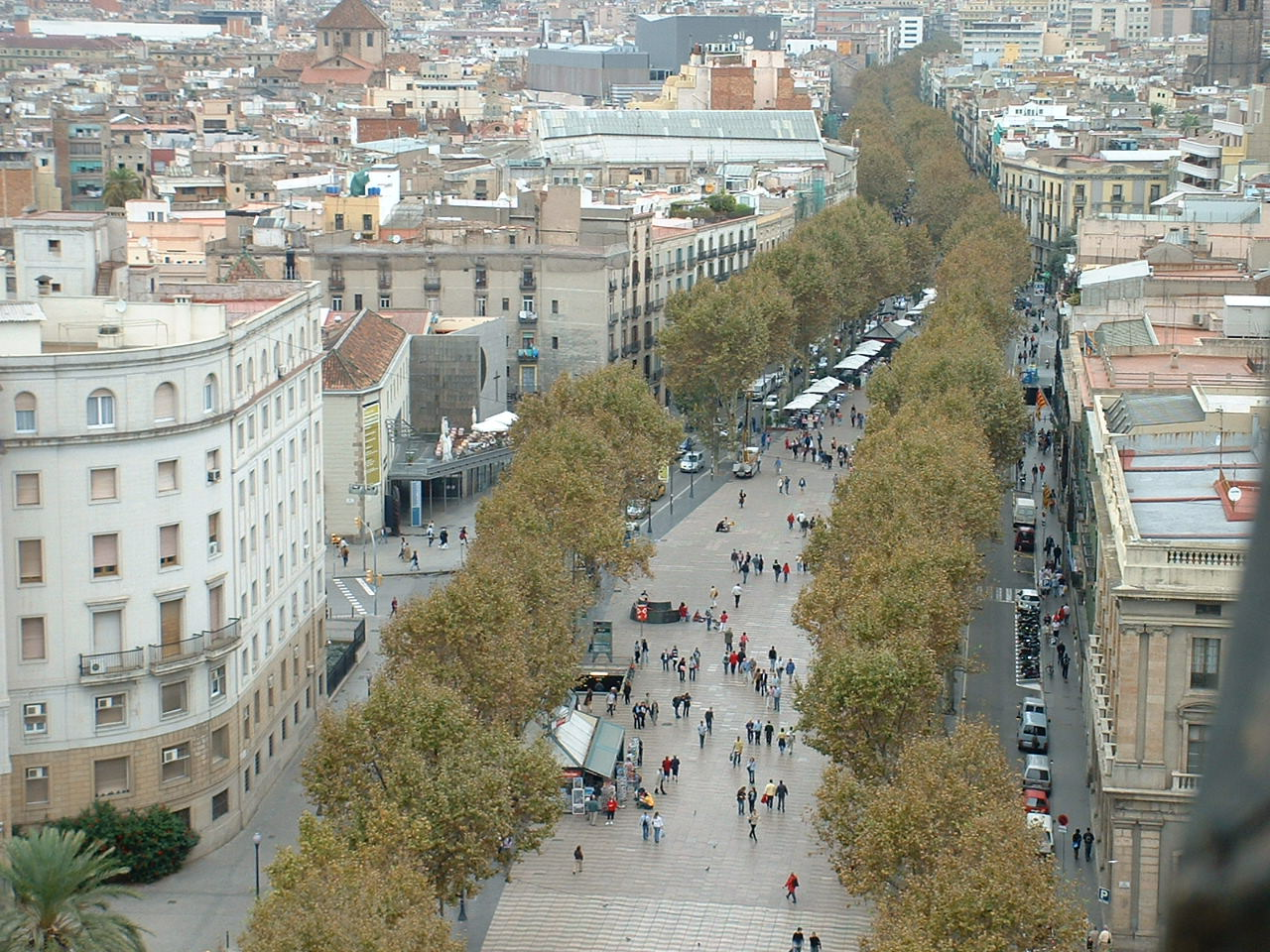
Die Promenade La Rambla in Barcelona im Jahr 2004

Der Marathonlauf der Frauen bei den Olympischen Spielen 1992 in Barcelona wurde am 1. August 1992 ausgetragen. 47 Athletinnen nahmen teil, von denen 38 das Ziel im Olympiastadion Barcelona erreichten.
Olympiasiegerin wurde die Russin Walentina Jegorowa, die für das Vereinte Team der ehemaligen Sowjetrepubliken startete. Sie gewann vor der Japanerin Yūko Arimori und der Neuseeländerin Lorraine Moller.
Für Deutschland gingen Katrin Dörre und Birgit Jerschabek an den Start. Dörre beendete das Rennen auf Platz fünf, Jerschabek auf Rang fünfzehn.

Die Schweizerin Franziska Moser musste das Rennen aufgeben.

Athletinnen aus Österreich und Liechtenstein nahmen nicht teil.

## Aktuelle Titelträgerinnen
| Olympiasiegerin 1988                      | Rosa Mota ( Portugal)                        | 2:25:40 h                                    | Seoul 1988                                   |
| Weltmeisterin 1991                        | Wanda Panfil ( Polen)                        | 2:29:53 h                                    | Tokio 1991                                   |
| Europameisterin 1990                      | Rosa Mota ( Portugal)                        | 2:31:27 h                                    | Split 1990                                   |
| Panamerikanische Meisterin 1991           | Olga Appell ( Mexiko)                        | 2:43:36 h                                    | Havanna 1991                                 |
| Zentralamerika und Karibik-Meisterin 1991 | Marathonlauf nicht im Meisterschaftsprogramm | Marathonlauf nicht im Meisterschaftsprogramm | Marathonlauf nicht im Meisterschaftsprogramm |
| Südamerika-Meisterin 1991                 | Marathonlauf nicht im Meisterschaftsprogramm | Marathonlauf nicht im Meisterschaftsprogramm | Marathonlauf nicht im Meisterschaftsprogramm |
| Asienmeisterin 1991                       | Marathonlauf nicht im Meisterschaftsprogramm | Marathonlauf nicht im Meisterschaftsprogramm | Marathonlauf nicht im Meisterschaftsprogramm |
| Afrikameisterin 1992                      | Marathonlauf nicht im Meisterschaftsprogramm | Marathonlauf nicht im Meisterschaftsprogramm | Marathonlauf nicht im Meisterschaftsprogramm |
| Ozeanienmeisterin 1990                    | Marathonlauf nicht im Meisterschaftsprogramm | Marathonlauf nicht im Meisterschaftsprogramm | Marathonlauf nicht im Meisterschaftsprogramm |

Anmerkung:

Bei den Ozeanienmeisterschaften wurde anstelle eines Marathonlaufes ein Straßenrennen über 20 km ausgetragen. Hier gewann die Neuseeländerin Lee-Ann McPhillips die Goldmedaille. Die als Gastläuferin startende Nadia Prasad aus Neukaledonien gewann das Rennen, wurde jedoch für die Meisterschaft nicht gewertet.

### Bestehende Rekorde/Bestleistungen
Offizielle Rekorde wurden damals in dieser Disziplin außer bei Meisterschaften und Olympischen Spielen aufgrund der unterschiedlichen Streckenbeschaffenheiten nicht geführt.
| Weltbestzeit       | 2:21:06 h | Ingrid Kristiansen ( Norwegen) | London, Großbritannien | 21. April 1985 |
| Olympischer Rekord | 2:24:52 h | Joan Benoit ( USA)             | OS Los Angeles, USA    | 5. August 1984 |

Angesichts der hohen Temperaturen war es kaum möglich, Topzeiten zu laufen. So wurde der bestehende olympische Rekord bei diesen Spielen nicht erreicht. Olympiasiegerin Walentina Jegorowa (Vereintes Team) blieb mit ihren 2:32:41 h um 7:49 min über diesem Rekord. Zur Weltbestzeit fehlten ihr 11:35 min.

## Streckenführung
Der Start lag in der Stadt Mataró, ca. dreißig km nordöstlich von Barcelona. Die Strecke führte über die gesperrte Autobahn N II nach Südwesten und passierte die Städte Vilassar de Mar, Premià de Mar, El Masnou und Montgat. Über die B-500 ging es weiter nach Badalona und Sant Adrià de Besòs, über die C-31 schließlich in die Stadt Barcelona, zunächst in den Stadtbezirk Sant Martí. Die Route führte vorbei an einigen Sehenswürdigkeiten der Stadt, wie z. B. der Basilika Sagrada Família, dem Boulevard Passeig de Gràcia und der Promenade La Rambla. Auf den letzten Kilometern ging es bergauf zum Olympiastadion am Montjuïc. Der Höhenunterschied betrug ca. 150 Meter. Im Stadion lag nach einer letzten Runde auf der Laufbahn das Ziel.

## Doping
In diesem Wettbewerb gab es einen Dopingfall. Die zunächst viertplatzierte für das Vereinte Team startende Russin Madina Biktagirowa wurde der verbotenen Einnahme von Norephedrin überführt. Sie wurde nachträglich disqualifiziert und für drei Monate gesperrt.

## Ergebnis

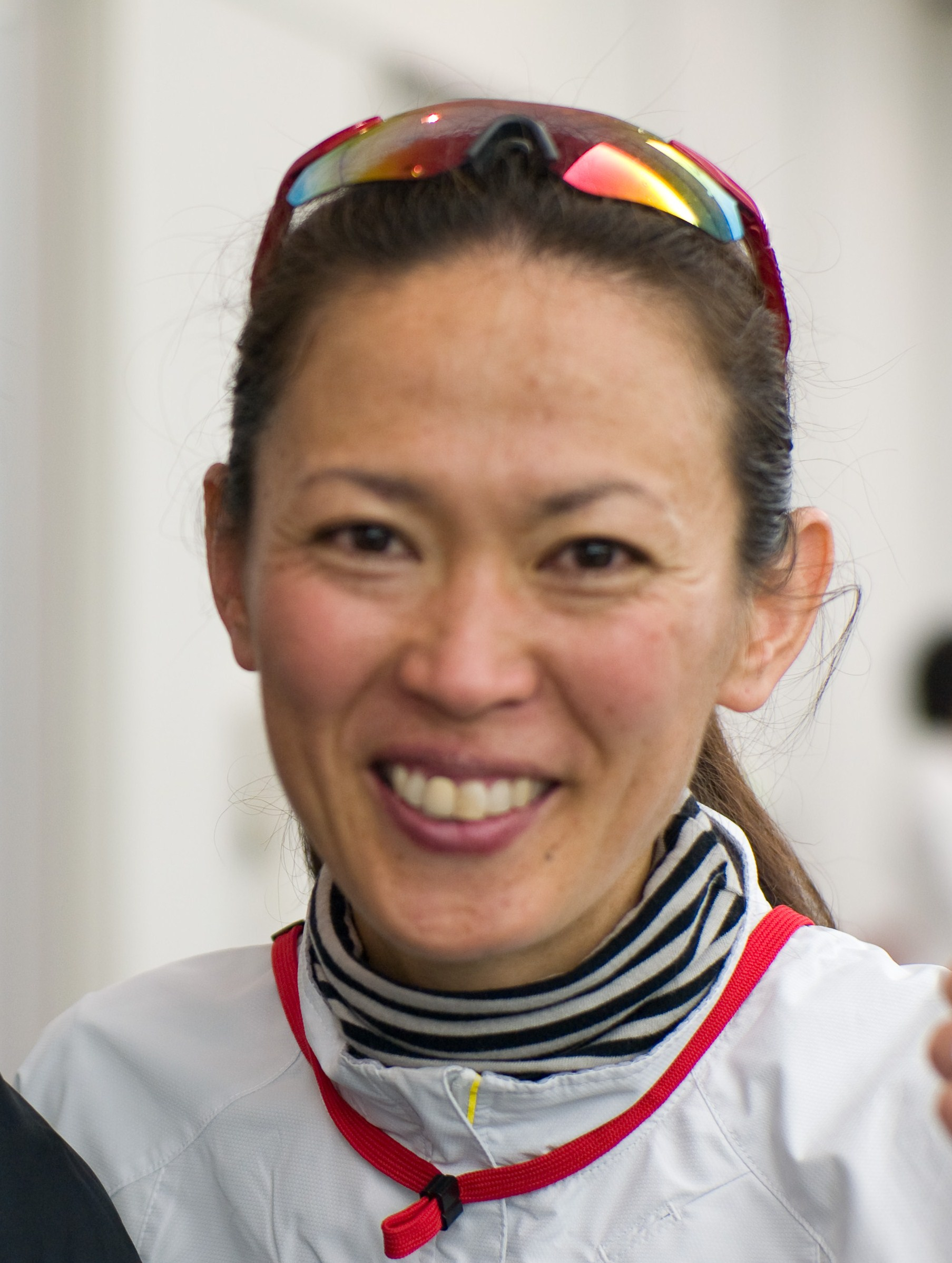
Silbermedaillengewinnerin Yūko Arimori

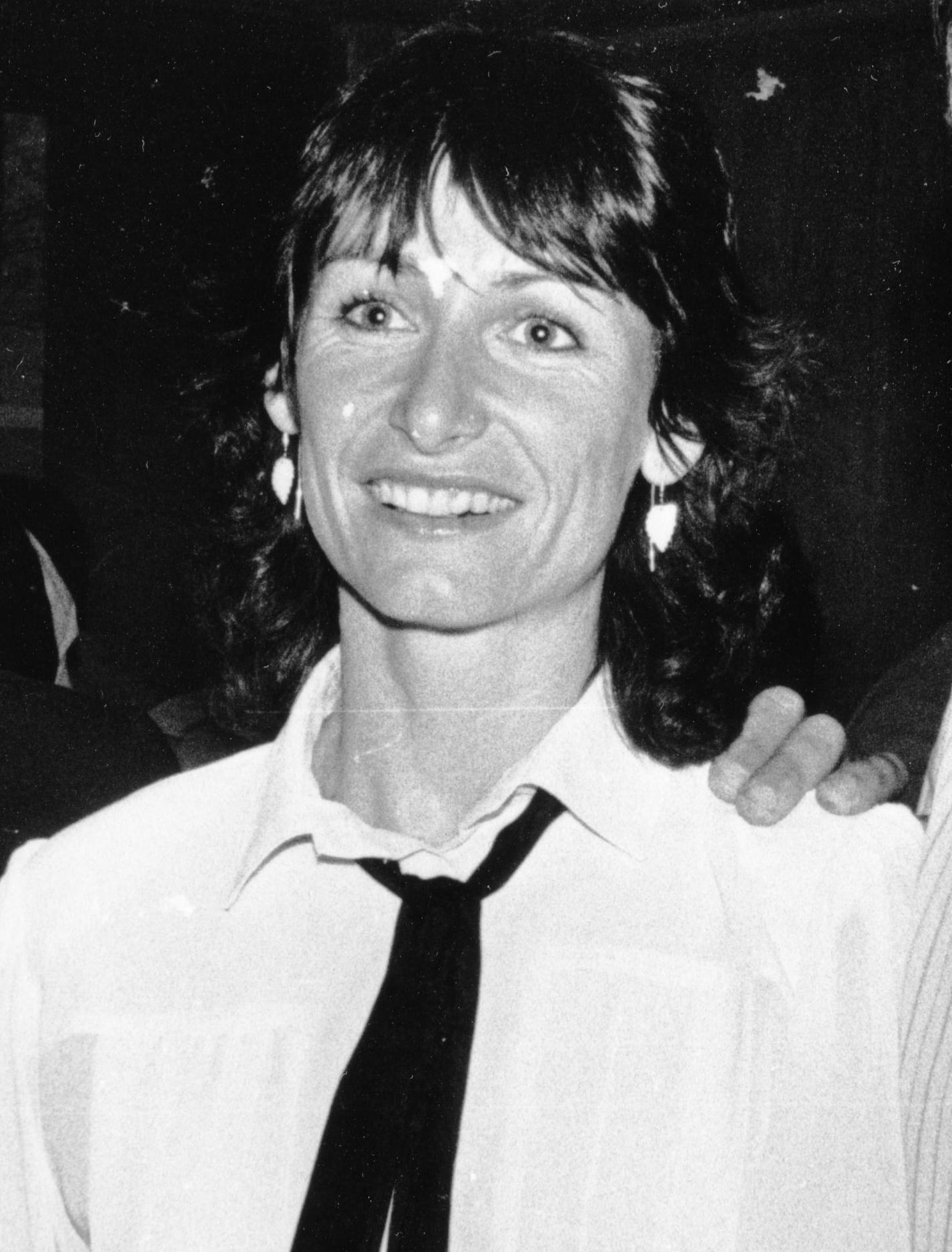
Bronzemedaillengewinnerin Lorraine Moller (Foto: 2018)

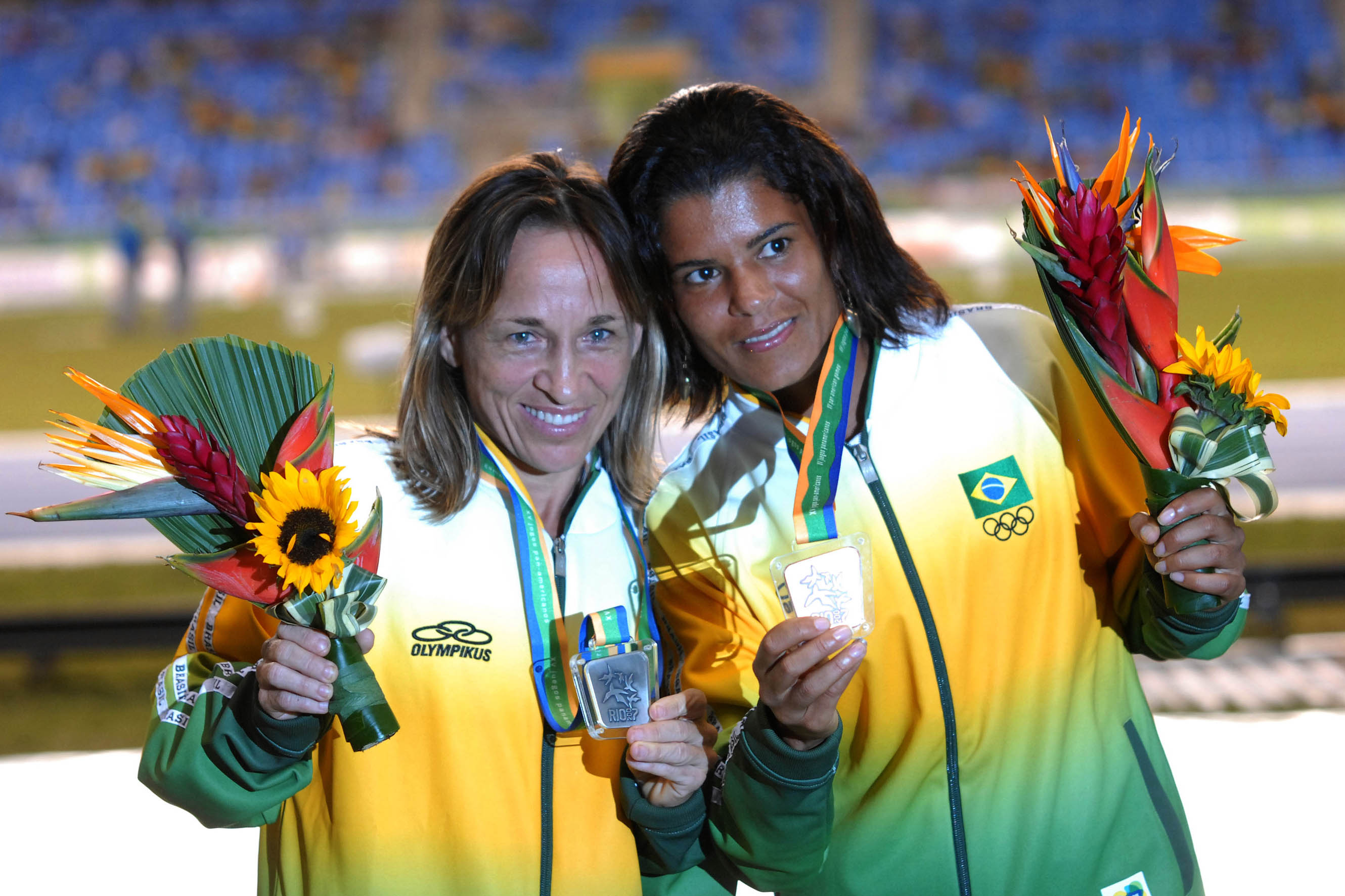
Márcia Narloch (links, 2017 bei der
Siegerehrung der Panamerikanischen Spiele)

Datum: 1. August 1992, 18:30 Uhr
| Zwischenzeiten      | Zwischenzeiten | Zwischenzeiten                                    | Zwischenzeiten |
| Zwischenzeit- Marke | Zwischenzeit   | Führende                                          | 5-km-Zeit      |
| ------------------- | -------------- | ------------------------------------------------- | -------------- |
| 5 km                | 17:58 min      | Lisa Ondieki mit 18-köpfiger Spitzengruppe        | 17:58 min      |
| 10 km               | 36:27 min      | 18-köpfige Spitzengruppe                          | 18:29 min      |
| 15 km               | 55:28 min      | 19-köpfige Spitzengruppe                          | 19:01 min      |
| 20 km               | 1:14:09 h00    | Lisa Ondieki knapp vor 8-köpfiger Verfolgergruppe | 18:41 min      |
| 25 km               | 1:31:38 h00    | Walentina Jegorowa                                | 17:29 min      |
| 30 km               | 1:48:49 h00    | Walentina Jegorowa                                | 17:11 min      |
| 35 km               | 2:06:36 h00    | Walentina Jegorowa                                | 17:47 min      |
| 40 km               | 2:24:54 h00    | Walentina Jegorowa eine Sekunde vor Yūko Arimori  | 18:18 min      |

| Platz | Athletin              | Land                         | Zeit (h) |
| ----- | --------------------- | ---------------------------- | -------- |
|       | Walentina Jegorowa    | Vereintes Team               | 2:32:41  |
|       | Yūko Arimori          | Japan                        | 2:32:49  |
|       | Lorraine Moller       | Neuseeland                   | 2:33:59  |
| 04    | Sachiko Yamashita     | Japan                        | 2:36:26  |
| 05    | Katrin Dörre          | Deutschland                  | 2:36:48  |
| 06    | Mun Gyong-ae          | Nordkorea                    | 2:37:03  |
| 07    | Maria Manuela Machado | Portugal                     | 2:38:22  |
| 08    | Ramilja Burangulowa   | Vereintes Team               | 2:38:46  |
| 09    | Colleen De Reuck      | Südafrika                    | 2:39:03  |
| 10    | Cathy O’Brien         | USA                          | 2:39:42  |
| 11    | Karolina Szabó        | Ungarn                       | 2:40:10  |
| 12    | Francie Larrieu Smith | USA                          | 2:41:09  |
| 13    | Sally Eastall         | Großbritannien               | 2:41:20  |
| 14    | Ritva Lemettinen      | Finnland                     | 2:41:48  |
| 15    | Birgit Jerschabek     | Deutschland                  | 2:42:45  |
| 16    | Veronique Marot       | Großbritannien               | 2:42:55  |
| 17    | Márcia Narloch        | Brasilien                    | 2:44:32  |
| 18    | Emma Scaunich         | Italien                      | 2:46:14  |
| 19    | Odette Lapierre       | Kanada                       | 2:46:18  |
| 20    | Anna Villani          | Italien                      | 2:46:44  |
| 21    | Janis Klecker         | USA                          | 2:47:17  |
| 22    | Wanda Panfil          | Polen                        | 2:47:27  |
| 23    | Bettina Sabatini      | Italien                      | 2:50:09  |
| 24    | Alena Peterková       | Tschechoslowakei             | 2:53:30  |
| 25    | Lee Mi-ok             | Südkorea                     | 2:54:21  |
| 26    | Małgorzata Birbach    | Polen                        | 2:54:33  |
| 27    | Sally Ellis           | Großbritannien               | 2:54:41  |
| 28    | Pascaline Wangui      | Kenia                        | 2:56:46  |
| 29    | Yumi Kokamo           | Japan                        | 2:58:18  |
| 30    | Addis Gezahegu        | Äthiopien                    | 2:58:27  |
| 31    | Janette Mayal         | Brasilien                    | 3:00:23  |
| 32    | Elena Murgoci         | Rumänien                     | 3:01:46  |
| 33    | Vilma Peña            | Costa Rica                   | 3:03:34  |
| 34    | Ena Guevara           | Peru                         | 3:05:50  |
| 35    | Ana Gutiérrez         | Amerikanische Jungferninseln | 3:14:02  |
| 36    | Jen Allred            | Guam                         | 3:14:45  |
| 37    | Bakombo Kungu         | Zaire                        | 3:29:10  |
| DNF   | Aurora Cunha          | Portugal                     |          |
| DNF   | Olga Alvaros          | Mexiko                       |          |
| DNF   | Franziska Moser       | Schweiz                      |          |
| DNF   | Đặng Thị Tèo          | Vietnam                      |          |
| DNF   | Lizanne Bussières     | Kanada                       |          |
| DNF   | Maria Rebelo          | Frankreich                   |          |
| DNF   | Cornelia Melis        | Aruba                        |          |
| DNF   | Marguerite Buist      | Neuseeland                   |          |
| DNF   | Lisa Ondieki          | Australien                   |          |
| DOP   | Madina Biktagirowa    | Vereintes Team               | 2:35:39  |

## Rennverlauf
Zu den Favoritinnen für dieses Rennen zählten die polnische Weltmeisterin Wanda Panfil, die für das Vereinte Team startende Russin Walentina Jegorowa, Vizeeuropameisterin 1990, die beiden Japanerinnen Sachiko Yamashita, Vizeweltmeisterin 1991, und Yūko Arimori, WM-Vierte, die Deutsche Katrin Dörre-Heinig, Olympiadritte 1988 und WM-Dritte 1991, sowie die australische Olympiadritte von 1988 Lisa Ondieki. Von den Topmarathonläuferinnen nicht am Start waren unter anderem die portugiesische Olympiasiegerin von 1988 und Europameisterin von 1990 Rosa Mota, die Deutsche Uta Pippig, 1990 Siegerin des Berlin-Marathons, sowie die Britin Liz McColgan.
Nach fünf Kilometern hatte sich eine achtzehnköpfige Spitzengruppe gebildet, die einen Vorsprung von knapp fünfzehn Sekunden herauslaufen konnte. Darin befanden sich neben anderen Läuferinnen Panfil, Dörre, Arimori, Ondieki, Yamashita und die Portugiesin Manuela Machado. Dörre, Ondieki und Machado führten abwechselnd und lagen auch bei Kilometer zehn weiter an der Spitze.
Nach zwanzig Kilometern hatte Ondieki die alleinige Führung. Ein achtköpfiges Verfolgerfeld lag jedoch nur wenige Sekunden zurück. Doch Ondieki ließ jetzt deutlich nach und musste die Spitze abgeben. Sie wurde immer langsamer und gab das Rennen später ganz auf. Die Führung übernahm Jegorowa, die jetzt das Tempo verschärfte. Ihre russische Teamkameradin Madina Biktagirowa, hier Mitglied des Vereinten Teams, folgte ihr mit wenigen Sekunden Rückstand. Jegorowa lief unvermindert schnell weiter und lag bei Kilometer dreißig fast eine Minute vor Biktagirowa. Dahinter folgten Arimori, die Neuseeländerin Lorraine Moller, Yamashita und Dörre.
Ab Kilometer 35 wurde Jegorowa langsamer, Arimori kam zunächst bis auf zehn Sekunden heran. Moller zog an Biktagirowa vorbei, die bald eine halbe Minute Rückstand auf Moller hatte. Arimori schloss immer weiter auf zu Jegorowa und kam bei Kilometer vierzig bis auf eine Sekunde heran. Mit einer Minute Rückstand folgte Moller, mehr als eine weitere Minute dahinter lag Biktagirowa. Yamashita hatte sich derweil ein wenig von Dörre absetzen können. Auf dem letzten Teilstück vergrößerte Jegorowa ihren Abstand zur Japanerin wieder. Mit nur acht Sekunden Vorsprung gewann Walentina Jegorowa schließlich die Goldmedaille vor Yūko Arimori. Siebzig Sekunden dahinter folgte Lorraine Moller und erlief sich so die Bronzemedaille. Biktagirowa als zunächst Vierte hatte einen Rückstand von anderthalb Minuten. Diese Platzierung wurde ihr allerdings nach ihrem positiven Dopingtest wieder aberkannt. Sachiko Yamashita belegte den offiziell vierten Rang und lag 22 Sekunden vor Katrin Dörre als Fünfte. Sechste wurde die Nordkoreanerin Mun Gyong-ae.

## Videolinks
- 3846 Olympic Track & Field 1992 Marathon Women, youtube.com, abgerufen am 25. Dezember 2021
- Women's Marathon Barcelone Olympics 1992, youtube.com, abgerufen am 16. Februar 2018